# Kinderfolklore
Als Kinderfolklore bezeichnet man in der volkskundlichen Erzählforschung die Gesamtheit der bei Kindern üblichen sprachlichen und nicht-sprachlichen Phänomene, welche durch soziale Übertragung von Kindern an Kinder, also nicht hauptsächlich über Erwachsene, weitergegeben werden. Notwendige Bedingungen dafür sind ungeplant entstehende Kindergruppen – respektive Kindergärten und Schulen – sowie öffentliche Orte (Straßen, Hinterhöfe, Parkanlagen etc.), wo sich die Kinder ungestört fühlen. Mehr oder weniger außerhalb der erzieherischen Einwirkung von Erwachsenen existiert ein im Wandel und aktuellen Einflüssen unterworfener Kanon von Texten und ritualisierten Handlungsmustern unterschiedlicher Art - oft durch Medienkonsum beeinflusst.
Kinderfolklore macht einen bedeutenden Teil des kindlichen Spiels aus. Auch Kinderschreckfiguren, Kinderglauben, Wiegenlieder, Fingerreime, Sprachspiele und Ähnliches kann man dazu zählen. 

## Kinderfolklore in anderen Ländern

### Englischsprachiger Raum

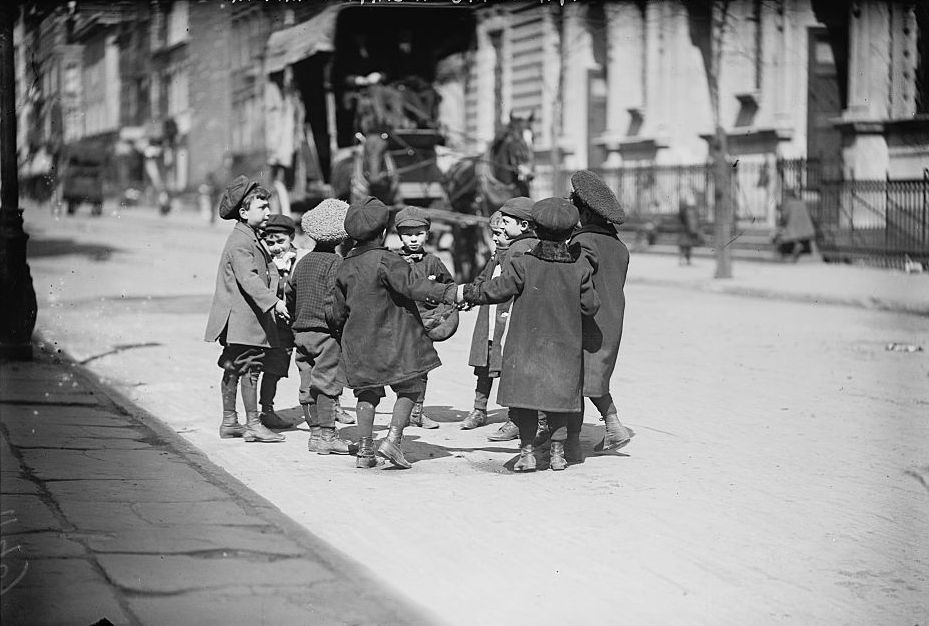
Eine Gruppe Kinder in New York

Im englischsprachigen Raum hat Kinderfolklore (children’s street culture) in erheblichem Umfang auch Eingang in die gedruckte Kinderliteratur gefunden, z. B. in den populären Mother-Goose-Ausgaben: Das sind Sammlungen traditioneller Kinderreime (nursery rhymes), die in den Vereinigten Staaten selbst im Grundschulunterricht Verwendung finden.
Ein Großteil der überlieferten Kinderspiele gelangte über die europäische Migration in die USA. Viele dieser Spiele sind auch im deutschsprachigen Raum geläufig, wie z. B. das Versteckspiel (Hide and seek), Fangen (Tag), Plumpsack (Duck Duck Goose), Bockspringen (Leapfrog), Hickelkasten (Hopscotch), Seilspringen (Jump rope), Gummitwist (Chinese jump rope), Fadenspiele (Cat’s cradle), Fingerspiele wie Himmel oder Hölle (Cootie catcher), Schere, Stein, Papier (rock-paper-scissors), Ich sehe was, was du nicht siehst (I spy), Stille Post (Telephone), Vater-Mutter-Kind-Rollenspiel (House) und Doktorspiele (Doctor). Andere Spiele sind Follow the Leader, Red light/Green light (Hans, guck um) und Simon Says (Kommando Pimperle).
Vor allem bei Mädchen beliebt sind Klatschspiele, die – ebenso wie das Seilspringen und das Hickelkasten-Spiel – von speziellen Reimen begleitet werden (z. B. Mary Mack). Zu den weiteren Überlieferungsbeständen der amerikanischen Kinderfolklore zählen Kinderschreckfiguren wie Bloody Mary und der Bogeyman sowie traditionelle Kinderlieder, Spielplatzlieder (z. B. This Old Man, K-I-S-S-I-N-G), Scherzlieder (z. B. Comet), Kinderreime, Abzählreime, Scherzfragen und Knock-knock jokes. In Deutschland kaum bekannt sind auch viele Bräuche amerikanischer Kinder wie z. B. der des Opposite Day, d. h. eines von Kindern ausgerufenen Feiertages, an dem ungewöhnliche Kleidung getragen und das Gegenteil dessen gesagt wird, was gemeint ist.
Zu den Persönlichkeiten, die zur Dokumentation der englischsprachigen Kinderfolklore besonders beigetragen haben, zählen die Erzählforscher Iona und Peter Opie, die Fotografen Roger Mayne, Helen Levitt, David Trainer, Humphrey Spender und Robert Doisneau, sowie die Schriftsteller Colin Ward (The Child In The City, 1978) und Robin Moore. Seit 2003 erscheint in New York die Fachzeitschrift Children’s Geographies, die sich ausschließlich diesem Forschungsgebiet widmet.
Gelegentlich war Kinderfolklore auch das zentrale Thema von Spielfilmen, etwa in Hue and Cry (GB 1947).
→ Siehe auch: Kindheit und Jugend in den Vereinigten Staaten